# نمادهای ملی اوکراین
نمادهای ملی اوکراین (انگلیسی: National symbols of Ukraine) شامل طیف متنوعی از نشان ملی رسمی و غیررسمی و موارد دیگری است که در اوکراین برای نشان دادن آنچه که منحصر به این کشور است، استفاده می‌شود و این نمادها جنبه‌های مختلف تاریخ و زندگی فرهنگی این کشور را بارتاب می‌دهد.

## نمادها
| Type                   | Symbol                                     | Image                                                                  | Notes                                                     |
| ---------------------- | ------------------------------------------ | ---------------------------------------------------------------------- | --------------------------------------------------------- |
| پرچم                   | پرچم اوکراین                               | National Flag of Ukraine                                               | رسمی                                                      |
| نشان ملی               | نشان ملی اوکراین                           | Emblem of Ukraine                                                      |                                                           |
| پرچم همراه با نشان ملی | پرچم همراه با نشان ملی اوکراین             | Flag of Ukraine with coat of arms                                      | رسمی                                                      |
| سرود ملی               | «سرود ملی اوکراین» (اوکراین هنوز نمرده‌است) |                                                                        | رسمی                                                      |
| احوال‌پرسی              | درود بر اوکراین!                           | Слава Україні! (Slava Ukrayini!)                                       | رسمی (توسط نیروهای مسلح و پلیس ملی اوکراین استفاده می‌شود) |
| رنگ‌های ملی             |                                            | آبی زرد                                                                | رسمی                                                      |
| بنیان‌گذار ملی و حامی   | سویاتوسلاو شجاع                            |                                                                        | رسمی                                                      |
| لباس ملی               | ویشیوانکا                                  |                                                                        | رسمی                                                      |
| شاعر ملی و هنرمند      | تاراس شوچنکو                               | Shevchenko in 1840                                                     | رسمی. از سال ۱۸۱۴ تا ۱۸۶۱ زندگی کرد.                      |
| ساز                    | باندورا                                    | Bandura                                                                | رسمی                                                      |
| غذای ملی               | سوپ برش                                    |                                                                        | رسمی                                                      |
| شخصیت ملی              | کوزاک مامای                                | Cossack Mamay                                                          | رسمی                                                      |
| ورزش ملی               | فوتبال                                     | Andriy Shevchenko celebrates goal at the Euro2012 match against Sweden |                                                           |
| رقص ملی                | هوپاک                                      | Hopak by Military Ukrainian Dance Ensemble                             | رسمی                                                      |
| نوشیدنی الکلی ملی      | هوریلکا                                    |                                                                        | رسمی                                                      |
| گیاه ملی               | بداغ جنگلی                                 |                                                                        | رسمی                                                      |
| گل ملی                 | آفتابگردان                                 |                                                                        |                                                           |
| جانور ملی              | بلبل هزاردستان                             | Luscinia megarhynchos - 01.jpg                                         | رسمی                                                      |